# Grabów nad Prosną (gmina)
Grabów nad Prosną (1934–54 gmina Grabów) – gmina miejsko-wiejska w województwie wielkopolskim, w powiecie ostrzeszowskim. W latach 1975–1998 gmina położona była w województwie kaliskim.
Siedziba gminy to Grabów nad Prosną.
Według danych z 30 czerwca 2004 gminę zamieszkiwały 7863 osoby. Natomiast według danych z 31 grudnia 2017 roku gminę zamieszkiwało 7795 osób.

## Struktura powierzchni
Według danych z roku 2002 gmina Grabów nad Prosną ma obszar 123,55 km², w tym:
- użytki rolne: 71%
- użytki leśne: 21%

Gmina stanowi 16% powierzchni powiatu.

## Demografia

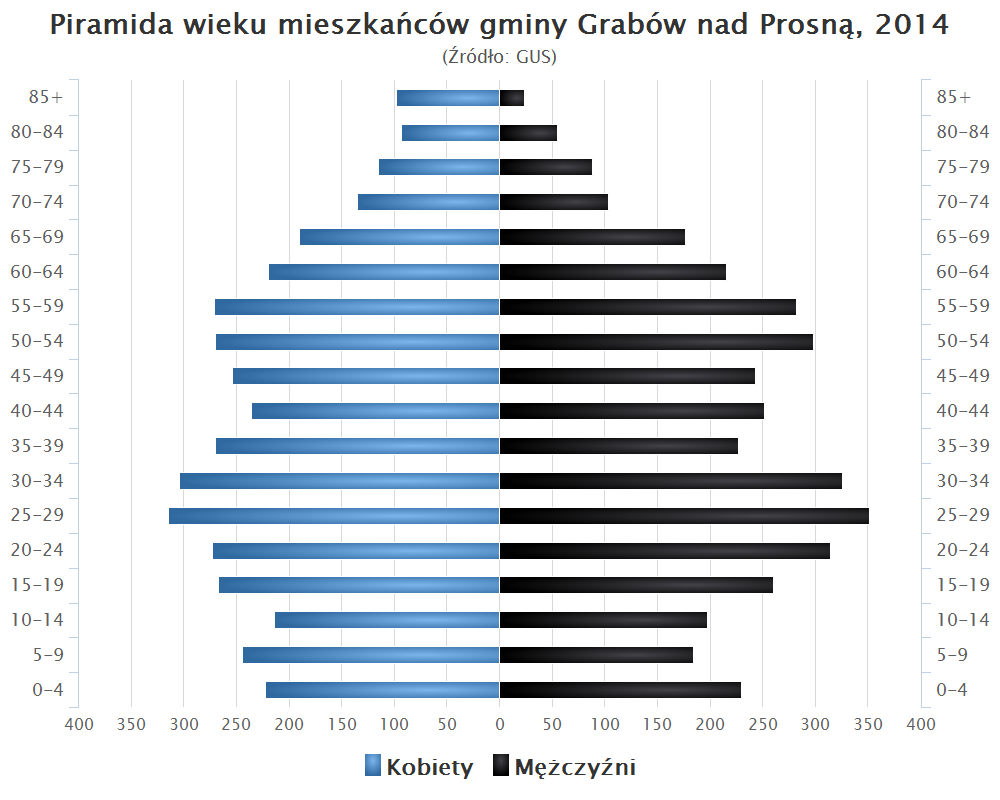
Piramida wieku mieszkańców gminy Grabów nad Prosną w 2014 roku

Dane z 30 czerwca 2004:
| Opis                              | Ogółem | Ogółem | Kobiety | Kobiety | Mężczyźni | Mężczyźni |
| --------------------------------- | ------ | ------ | ------- | ------- | --------- | --------- |
| jednostka                         | osób   | %      | osób    | %       | osób      | %         |
| populacja                         | 7863   | 100    | 3995    | 50,8    | 3868      | 49,2      |
| gęstość zaludnienia (mieszk./km²) | 63,6   | 63,6   | 32,3    | 32,3    | 31,3      | 31,3      |

## Sąsiednie gminy
Czajków, Doruchów, Galewice, Kraszewice, Mikstat, Ostrzeszów, Sieroszewice